# Julio Samsó Moya
Julio Samsó Moya (1942) és un arabista i historiador espanyol, catedràtic de la Universitat de Barcelona i acadèmic de l'Acadèmia de Bones Lletres de Barcelona
Llicenciat a la Universitat de Barcelona, on fou deixeble de Joan Vernet i Ginés, va fer ampliacions d'estudis a Rabat i Alexandria. Ha estat catedràtic de llengua i literatura àrab la Universitat de La Laguna i després de la Universitat de Barcelona, on ha liderat l'escola d'historiadors de la ciència àrab a la Facultat de Filologia, i s'ha especialitzat en astronomia d'Al Andalus i el Magrib. També ha estat tresorer de la Unió Internacional d'Història i Filosofia de la Ciència-Divisió d'Història de la Ciència i Vicepresident de l'Académie Internationale d'Histoire des Sciences. El 1981 va ingressar a l'Acadèmia de Bones Lletres de Barcelona amb el discurs Alfonso X y los orígenes de la Astrología hispánica

## Obres
- Astronomy and Astrology in al-Andalus and the Maghrib. Ashgate-Variorum, Aldershot, 2007.
- Astrometeorología y astrología medievales. Barcelona, 2008